# Bulbophyllum tripetalum
Bulbophyllum tripetalum là một loài phong lan thuộc chi Bulbophyllum.